# Alzano Scrivia
Alzano Scrivia är en ort och kommun i provinsen Alessandria i regionen Piemonte i Italien. Kommunen hade 350 invånare (2018).